# Mistrzostwa Europy w Wioślarstwie 2011 – jedynka mężczyzn
Jedynka mężczyzn (M1x) - konkurencja rozgrywana podczas 71. Mistrzostw Europy w Wioślarstwie w bułgarskim Płowdiw, w dniach 16-18 sierpnia 2011 r. W zmaganiach udział wzięło 16 zawodników. Zwycięzcą został litwin Mindaugas Griškonis.

## Wyniki

### Legenda
| Q - awans do półfinału/finału A R - awans do repasażów | FB - awans do finału B FC - awans do finału C |

### Eliminacje
Wyścig 1
| Poz. | Zawodnik             | Narodowość | Rezultat | Uwagi |
| ---- | -------------------- | ---------- | -------- | ----- |
| 1    | Mario Vekić          | Chorwacja  | 7:05,010 | Q     |
| 2    | Leopoldo Sansone     | Włochy     | 7:06,230 | Q     |
| 3    | Georgi Bożiłow       | Bułgaria   | 7:08,410 | R     |
| 4    | Mitchel Steenman     | Holandia   | 7:30,060 | R     |
| 5    | Urban Ulcar          | Słowenia   | 7:33,980 | R     |
| 6    | Serhij Biłouszczenko | Ukraina    | 7:41,770 | R     |

Wyścig 2
| Poz. | Zawodnik            | Narodowość | Rezultat | Uwagi |
| ---- | ------------------- | ---------- | -------- | ----- |
| 1    | Mindaugas Griškonis | Litwa      | 7:09,260 | Q     |
| 2    | Michał Słoma        | Polska     | 7:15,130 | Q     |
| 3    | Jens Olav Dahlgaard | Dania      | 7:19,470 | R     |
| 4    | Denis Pribyl        | Rosja      | 7:22,200 | R     |
| 5    | Bram Dubois         | Belgia     | 7:44,150 | R     |

Wyścig 3
| Poz. | Zawodnik               | Narodowość | Rezultat | Uwagi |
| ---- | ---------------------- | ---------- | -------- | ----- |
| 1    | Falko Nolte            | Niemcy     | 7:10,650 | Q     |
| 2    | Dionysios Angelopoulos | Grecja     | 7:14,640 | Q     |
| 3    | Lukáš Babač            | Słowacja   | 7:32,530 | R     |
| 4    | Domonkos Szell         | Węgry      | 7:33,440 | R     |
| 5    | Maksim Szauczenka      | Białoruś   | 7:43,180 | R     |

### Repasaże
Wyścig 1
| Poz. | Zawodnik             | Narodowość | Rezultat | Uwagi |
| ---- | -------------------- | ---------- | -------- | ----- |
| 1    | Bram Dubois          | Belgia     | 7:27,500 | Q     |
| 2    | Georgi Bożiłow       | Bułgaria   | 7:31,630 | Q     |
| 3    | Domonkos Szell       | Węgry      | 7:32,530 | Q     |
| 4    | Serhij Biłouszczenko | Ukraina    | 7:42,960 | FC    |
| 5    | Jens Olav Dahlgaard  | Dania      | 7:48,470 | FC    |

Wyścig 2
| Poz. | Zawodnik          | Narodowość | Rezultat | Uwagi |
| ---- | ----------------- | ---------- | -------- | ----- |
| 1    | Mitchel Steenman  | Holandia   | 7:36,330 | Q     |
| 2    | Denis Pribyl      | Rosja      | 7:41,510 | Q     |
| 3    | Lukáš Babač       | Słowacja   | 7:48,590 | Q     |
| 4    | Urban Ulcar       | Słowenia   | 7:53,890 | FC    |
| 5    | Maksim Szauczenka | Białoruś   | 7:57,950 | FC    |

### Półfinały
Wyścig 1
| Poz. | Zawodnik               | Narodowość | Rezultat | Uwagi |
| ---- | ---------------------- | ---------- | -------- | ----- |
| 1    | Mindaugas Griškonis    | Litwa      | 6:56,510 | Q     |
| 2    | Mario Vekić            | Chorwacja  | 6:58,380 | Q     |
| 3    | Mitchel Steenman       | Holandia   | 6:59,070 | Q     |
| 4    | Georgi Bożiłow         | Bułgaria   | 7:00,190 | FB    |
| 5    | Dionysios Angelopoulos | Grecja     | 7:03,380 | FB    |
| 6    | Lukáš Babač            | Słowacja   | 7:34,750 | FB    |

Wyścig 2
| Poz. | Zawodnik         | Narodowość | Rezultat | Uwagi |
| ---- | ---------------- | ---------- | -------- | ----- |
| 1    | Falko Nolte      | Niemcy     | 7:05,980 | Q     |
| 2    | Michał Słoma     | Polska     | 7:06,920 | Q     |
| 3    | Denis Pribyl     | Rosja      | 7:07,490 | Q     |
| 4    | Leopoldo Sansone | Włochy     | 7:10,240 | FB    |
| 5    | Bram Dubois      | Belgia     | 7:17,150 | FB    |
| 6    | Domonkos Szell   | Węgry      | 7:22,140 | FB    |

### Finały
Finał C
| Poz. | Zawodnik             | Narodowość | Rezultat | Uwagi |
| ---- | -------------------- | ---------- | -------- | ----- |
| 1    | Serhij Biłouszczenko | Ukraina    | 7:15,370 |       |
| 2    | Jens Olav Dahlgaard  | Dania      | 7:18,580 |       |
| 3    | Maksim Szauczenka    | Białoruś   | 7:20,820 |       |
| 4    | Urban Ulcar          | Słowenia   | 7:32,320 |       |

Finał B
| Poz. | Zawodnik               | Narodowość | Rezultat | Uwagi |
| ---- | ---------------------- | ---------- | -------- | ----- |
| 1    | Georgi Bożiłow         | Bułgaria   | 7:18,190 |       |
| 2    | Dionysios Angelopoulos | Grecja     | 7:20,650 |       |
| 3    | Leopoldo Sansone       | Włochy     | 7:21,970 |       |
| 4    | Domonkos Szell         | Węgry      | 7:25,720 |       |
| 5    | Lukáš Babač            | Słowacja   | 7:27,200 |       |
| 6    | Bram Dubois            | Belgia     | 7:32,140 |       |

Finał A
| Poz. | Zawodnik            | Narodowość | Rezultat | Uwagi |
| ---- | ------------------- | ---------- | -------- | ----- |
| 1    | Mindaugas Griškonis | Litwa      | 7:02,740 |       |
| 2    | Falko Nolte         | Niemcy     | 7:04,990 |       |
| 3    | Mario Vekić         | Chorwacja  | 7:08,170 |       |
| 4    | Michał Słoma        | Polska     | 7:12,410 |       |
| 5    | Denis Pribyl        | Rosja      | 7:17,150 |       |
| 6    | Mitchel Steenman    | Holandia   | 7:25,070 |       |